# Политанские (дворянский род)
Политанские (польск. Politański, Politalski) — один из древнейших польских шляхетских родов герба Остоя, российские дворяне. Выдающаяся и уважаемая для Польши семья, происходящая из Пётркувского повята Серадзского воеводства. Фамилия происходит от местечка Политалиц (сегодня Политанице район города Белхатув), которое является родиной семьи Политальских. В XIX веке одна из ветвей семьи приняла российское дворянство и служила в Российской империи.

## История рода
В 1393 г. первое упоминание местечка Политалиц близ города Белхатува.
В 1488 году упоминается Николай Политальский.
Иероним и Якуб, сыновья Петра, владели Политалицей в 1529 году.
Петр Политальский упоминается в 1531 году в связи с делом об определении границ поместий: Политалиц, Белхатув и Добжелув.
Сыновья Николая Политальского — Петр, Миколай, Станислав и Щепан унаследовали Политалицу в 1535 году.
В XVI — XVII веках Политанские на гражданской и военной службе в Королевстве польском и Великом Княжестве Литовском. Представителей фамилии можно встретить в управлении городов Серадз, Гродно, Витебск, Стародуб, Остшешув, Петроков.
До разделов Польши в Российской империи не проживали. Одна из ветвей рода, потомки майора Петра Политанского, доказала свое благородное происхождение и в 1839 году была внесена в Шестую часть Дворянской книги Минской губернии.
В XVI — XVII веках произношение и написание деревни Politalic изменилось на Politanice . Вместе с этим изменением произошло изменение фамилии Politalski на Politański. При этом в польских документах XVII века написание возможны оба варианта написания фамилии даже для одного человека. В документах Российской империи встречается только в варианте Политанский.

## Известные представители
- Николай Политальский (умер после 1596 г.) — городской бургграф Серадз
- Стефан Политальский (умер после 1623 г.) — городской бургграф Серадза, наследник Щукочице и Борженцина
- Фабиан Станиславов сын Политанский (умер 17 октября 1671 г.) — в списках гродненской шляхты 1644 г., гродненский вице-эконом в 1650 г., женат на сестре скарбного Великого Княжества Литовского Андрея Скоробогатого[4]. В 1650 г. он купил поместье Мильковщина семьи Пац.
- Станислав Казимеж Политанский (род. после 1638) — Сын Кристины Софьи Скоробогатой и Фабиана Политанского. Казначей Витебска, наследник Мильковщины.
- Матвей Фабианов сын Политанский (1639 г. —1680 г.) — гродненский вице-эконом.
- Кшиштоф Ян Хризостом Политальский (умер после 1649 г.) — писарь в Хенцины
- Ян Фабианов сын Политанский (умер в 1678 г.) — Сын Кристины Софьи Скоробогатой и Фабиана Политанского. Чашник гродненский в 1677 г., гродненский вице-эконом, курфюрст Яна III Собеского, владелец имения Звежаны.
- Семен Фабианов сын Политанский (умер в 1685 г.) — гродненский ловчий, наследник Мильковщины, владелец деревень Ниеросна и Лисьи Горки в 1684 г.
- Рафал Политальский (умер после 1692 г.) — монах-доминиканец, доктор богословия, провинциал Литвы, настоятель Вильнюсского женского монастыря Св. Дуча, настоятель Доминиканского монастыря в Сейнах, настоятель Доминиканского монастыря в Деречине.
- Миколай Станислав Политальский (умер до 1705 г.) — писарь и городской судья Остшешува, наследник деревень: Щипёрно, Бочкув, Пекарт, Сверче (сегодня не существует) и части Немоево.
- Доминик Станислава-Казимира сын Политанский (внук Фабиана) — выборщик в Трокском воеводстве
- Семен-Александр Домиников сын Политанский — гродненский ловчий в 1701 г., наследник деревни Мильковщины
- Яков-Францишек Рафаля сын Политанский (внук Доминика) — гродненский городничий в 1700—1710 годах
- Антоний Политанский — стольник стародубенский в 1710—1746 годах[5], гродненский стольник в 1746 г.
- Михаил Политанский — гродненский чашник в 1756 — 1765 годах, земский судья 1765—1792 годах
- Игнатий Политанский — гродненский зодчий в 1793 г.
- Игнат Михайлович Политанский (умер в 1821 г.) — полковник литовских и польских войск, конюший последнего польского короля Станислава II в 1795 г., депутат Главного трибунала Великого княжества Литовского.
- Игнатий Игнатьевич Политанский — депутат гродненского губернского дворянского депутатского собрания, пенсионер Енисейской губернии в 1889 г.[6]
- Станислав Политанский (1841 г. — 1888 г.) — участник Январского восстания, наследник Пшевротне, член совета Кольбушовского повята.

Потомки майора Петра Политанского
- Пётр Политанский (первая половиная XVII века)— майор полка, организованного по-западному или немецкому образцу, владелец имения Горново(Полоцкое воеводство) в 1649 г.[7]
- Матвей Политанский — хорунжий, в отставке с 8 июля 1714 года по королевской грамоте Августа II, владелец имения Горново[7]
- Самуил Матвеев сын Политанский (около 1710 г. — после 1783 г.) — грамотой Польского короля Августа III от 11 октября 1744 года был назначении на должность генерала(возный) Минского воеводства, владелец имения Горново[7]
- Яков Самуилов сын Политанский — возный Завилейского повета в 1792 г., посессор имения Орпа(Минская губерния)[7]
- Феликс Антонович Политанский (7 марта 1805 —после 1858 г.) — российский дворянин, офицер Костромского пехотного полка, после отставки служащий Витебского суда[7][8]
- Петр Феликсович Политанский (1836 г. — 1895 г., Бендеры) — российский дворянин, поручик Феодосийского пехотного полка, коллежский асессор, начальник судоходной дистанции в Бендерах[9]
- Александр Феликсович Политанский — редактор-издатель газеты «Бессарабия» в Кишинёве 1911—1913 годах[10]
- Константин Александрович Политанский — титулярный советник, квартирмейстер 55-й пехотного Подольского полка, в эмиграции в Югославии после 1920 года
- Мария Петровна Погонкина (25 июня 1869, Ровно — 10 августа 1961, Арциз) — пианистка, жена архитектора Вячеслава Александровича Погонкина
- Сергей Петрович Политанский (23 мая 1872 — август 1920, Севастополь) — выпускник Елисаветградского кавалерийского училища, подполковник Русской Армии и ВСЮР
- Тамара Сергеевна Политанская (22 июля 1902 — 29 июля 1928, Белград) — жена князя Николая Всеволодовича Кудашева
- Александр Сергеевич Политанский (12 сентября 1912, Ломжа — 2 сентября 1997, Сан-Пауло) — лейтенант Русского охранного корпуса, председатель Общества Александр Невский, основатель русского хора «Мелодия» в Сан-Пауло